# Ruta 21 (Chile)
Die Ruta 21 (kurz 21-CH) ist eine Nationalstraße in der Región de Antofagasta im großen Norden Chiles. In ihrem Verlauf auf 196,3 km verbindet sie Calama mit dem Grenzpass Paso Salar de Ollagüe nahe Ollagüe an der Grenze zu Bolivien. An diesem Punkt befindet sich die Zollkontrolle von Ollagüe. Später führt die Straße im Nachbarland weiter als Ruta 5 bis nach Uyuni und Oruro.
Diese Landstraße erfüllt die Funktion einer internationalen Verbindung, die notwendig ist, um Handel und Infrastruktur zwischen Bolivien und Chile auszubauen. Außerdem bedient sie den Bedarf, die Ortschaften des Altiplano und die inneren Siedlungen mit den Zentren zu verbinden sowie die Erreichbarkeit touristisch attraktiver Sektoren zu gewährleisten.
Der erste Abschnitt der Landstraße zwischen Calama und der Umgebung von Lasana ist asphaltiert. Von diesem Dorf bis Puerto de montaña hat sie eine befestigte Decke. Der aktuelle Zustand des Weges ist eine mäßige Decke aus Schotter und Erde und birgt Probleme in Sachen der Zuverlässigkeit und Befahrbarkeit, etwa weil die Straße an mehreren Stellen unterbrochen ist; etwa durch Einfahrungen, abgetragene Böschungen, Überflutungen während des „bolivianischen Winters“ und kreuzenden Wasserläufen.
Die offizielle Funktion dieser Ruta wurde im Jahre 2000 durch das Dekret Nº 2136 durch das Ministerio de Obras Públicas de Chile (MOP) ratifiziert.

## Städte und Ortschaften
Die Städte, Dörfer und Siedlungen entlang des Abschnitte von Süden nach Norden sind:
 Región de Antofagasta 
- Länge: 196 km (km 0 bis 196).
- Provincia de El Loa: Calama (km 0), San Francisco de Chiu Chiu (km 29–32), Anschluss an Pucará de Lasana und Lasana (km 39), Anschluss an Estación San Pedro (km 78), Estación Ascotán und Polizeikontrolle (km 120), Estación Cebollar (km 147), Anschluss an Amincha (km 193), Ollagüe (km 193).